# Matrand Station
Matrand Station (Matrand stasjon) er en tidligere jernbanestation, der ligger i Matrand i Eidskog kommune på Kongsvingerbanen i Norge.
Stationen blev åbnet 4. november 1865 under navnet Eidssskog, da Grensebanen, nu en del af Kongsvingerbanen, blev taget i brug. I april 1894 skiftede den navn til Eidskogen og 1. oktober 1913 til Matrand. 6. april 1967 blev den fjernstyret. Betjeningen med persontog ophørte 1. juni 1986, men stationen var fortsat bemandet indtil 1. januar 1995. Herefter har den tidligere station fungeret som krydsningsspor. Stationsbygningen, der er opført i træ efter tegninger af Georg Andreas Bull, er fredet sammen med en tjenestebolig fra 1869.